# Старотіньгеське сільське поселення
Старотіньге́ське сільське поселення (чув. Кивĕ Тинкеш ял тăрăхĕ, рос. Старотингешское сельское поселение) — муніципальне утворення у складі Ядринського району Чувашії, Росія. Адміністративний центр — присілок Старі Тіньгеші.

## Склад
До складу поселення входять такі населені пункти:
| Населений пункт          | Населення, осіб (2010) |
| ------------------------ | ---------------------- |
| Багиші, виселок          | 57                     |
| Ванькіно, присілок       | 90                     |
| Великі Багиші, присілок  | 123                    |
| Качикаси, присілок       | 82                     |
| Кумаккаси, присілок      | 96                     |
| Малі Ямаші, присілок     | 76                     |
| Нові Тіньгеші, присілок  | 99                     |
| Сехри, присілок          | 106                    |
| Старі Тіньгеші, присілок | 133                    |
| Юманай, присілок         | 100                    |